# Трново (громада, Сараєво)
Трново (хорв. і босн. Opština Trnovo, серб. Општина Трново) — боснійська громада, розташована в Сараєвському кантоні Федерації Боснії і Герцеговини. Адміністративним центром є селище Дуймовичі.
| Боснія і Герцеговина | Це незавершена стаття з географії Боснії і Герцеговини. Ви можете допомогти проєкту, виправивши або дописавши її. |